# Pál Turán
Pál Turán (tiếng Hungary: [ˈpaːl ˈturaːn]; 18 tháng 8 năm 1910 – 26 tháng 9 năm 1976):271 còn được biết là Paul Turán, là một nhà toán học Hungary làm việc với lý thuyết số. Ông từng cộng tác lâu dài với nhà toán học Hungary Paul Erdős suốt 46 năm và cho ra 28 bài viết chung.

## Cuộc đời và giáo dục
Turán sinh ra trong một gia đình Do Thái ở Budapest ngày 18 tháng 8 năm 1910.:271 Lớn lên, Turán và Erdős đều là những người trả lời nổi tiếng cho tạp chí toán học KöMaL. Ông nhận bằng giảng dạy tại Đại học Budapest năm 1933 và bằng Ph.D. dưới sự hướng dẫn của Lipót Fejér năm 1935 tại Đại học Eötvös Loránd.:271
Là một người Do Thái, ông trở thành nạn nhân của numerus clausus (các trường đại học giới hạn số người Do Thái đăng ký), và không thể tìm việc ở trường đại học trong vài năm. Ông phải đi lao động khổ sai cho Đức Quốc Xã ở nhiều thời điểm từ năm 1940-44. Có người nói rằng ông từng được nhận diện và có lẽ là bảo vệ bởi một người lính phát xít, một học sinh toán khâm phục công trình nghiên cứu của ông.
Turán trở thành phó giáo sư tại Đại học Budapest năm 1945 và thành giáo sư năm 1949.:272 Ông cưới Edit (Klein) Kóbor năm 1939 và có một người con trai, Róbert. Người vợ thứ hai của ông, Vera Sós, là một nhà toán học, có hai đứa con, György và Tamás.:20
Turán qua đời tại Budapest ngày 26 tháng 9 năm 1976:271 bởi ung thư bạch cầu, thọ 66 tuổi.:8

## Sự nghiệp
Turán chủ yếu nghiên cứu về lý thuyết số,:4 nhưng cũng có nhiều đóng góp trong giải tích và lý thuyết đồ thị.

### Lý thuyết số
Năm 1934, Turán sử dụng sàng Turán để đưa ra một chứng minh mới rất đơn giản cho một kết quả từ năm 1917 của G. H. Hardy và Ramanujan về xấp xỉ cho số các ước nguyên tố phân biệt của số tự nhiên n, cụ thể là {\displaystyle \ln \ln n}. Theo thuật ngữ xác suất, ông xấp xỉ phương sai so với {\displaystyle \ln \ln n}. Nhà toán học Gábor Halász nói rằng "Điều quan trọng nhất chính là nó đã bắt đầu lý thuyết số xác suất". Bất đẳng thức Turán–Kubilius là một tổng quát của kết quả này.:5 :16
Turán đặc biệt quan tâm về sự phân bố của các số nguyên tố trong những dãy cấp số cộng, và ông đưa ra cụm tù "cuộc đua số nguyên tố" cho những điểm bất thường trong sự phân bố các số nguyên tố trong các lớp thặng dư.:5 Cùng với Knapowski, ông chứng minh những kết quả liên quan đến chênh lệch Chebyshev. Giả định Erdős–Turán cho về liên quan đến các số nguyên tố trong cấp số cộng. Nhiều nghiên cứu của Turán liên quan đến giả thuyết Riemann và ông đã phát triển phương pháp tổng lũy thừa (xem bên dưới) đế giúp ông giải quyết nó. Erdős nói rằng "Turán là một 'người đa nghi,' thực chất, một 'pagan': anh ta không tin Giả thuyết Riemann là đúng.":3

### Giải tích
Hầu hết nghiên cứu của Turán trong giải tích gắn liền với lý thuyết số. Ông chứng minh bất đẳng thức Turán liên quan đến giá trị của đa thức Legendre cho một số trường hợp, và cùng với Paul Erdős, ông chứng minh bất đẳng thức phân bố đều Erdős–Turán.

### Lý thuyết đồ thị
Erdős viết về Turán, "Năm 1940–1941 anh ta đưa ra những bài toán cực trị trong lý thuyết đồ thị, giờ là một trong những chủ đề phát triển nhanh nhất của tổ hợp.":4 Peter Frankl nói về Turán, "Ông ấy trở thành nạn nhân của Numerus clausus. Nhà toán học chỉ có giấy và bút, ông ấy chẳng có gì trong trại. Vậy nên ông tạo ra tổ hợp, không cần cả hai thứ đấy."
Ngày nay ngành này trở thành lý thuyết đồ thị cực trị. Kết quả nổi tiếng nhất của Turán trong lĩnh vực này là Định lý Turán, đưa ra một chặn trên cho số cạnh trong một đồ thị không chứa một đồ thị con nào là đồ thị đầy đủ Kr. Ông phát minh ra đồ thị Turán, dạng tổng quát của đồ thị hai phía đầy đủ, để chứng minh định lý này. Ông cũng được biết với định lý Kővári–Sós–Turán cho chặn trên cho số cạnh của một đồ thị hai phía với một số điều kiện nhất định. Ngoài ra ông còn đưa ra bài toán nhà máy gạch Turán, hỏi về số giao cắt nhỏ nhất của một đồ thị hai phía đầy đủ.

### Phương pháp tổng lũy thừa
Turán phát triển phương pháp tổng lũy thừa để làm việc với giả thuyết Riemann.:9–14 Phương pháp này xử lý các bất đẳng thức cho chặn dưới của những tổng có dạng
{\displaystyle \max _{\nu =m+1,\dots ,m+n}\left|\sum _{j=1}^{n}b_{j}z_{j}^{\nu }\right|,}
Ngoài ứng dụng trong lý thuyết số giải tích, nó cũng đã được dùng trong giải tích phức, giải tích số, phương trình vi phân, lý thuyết số siêu việt, và xấp xỉ số nghiệm của một hàm số trong một đĩa.:320

## Tác phẩm
- Pál Turán. (1970). Number Theory. Amsterdam: North-Holland Pub. Co. ISBN 978-0-7204-2037-1.
- Paul Turán (1984). On a New Method of Analysis and Its Applications. New York: Wiley-Interscience. ISBN 978-0-471-89255-7. Làm việc với phương pháp tổng lũy thừa.
- Biên soạn bởi Paul Erdős (1990). Collected Papers of Paul Turán. Budapest: Akadémiai Kiadó. ISBN 978-963-05-4298-2.

## Giải thưởng
- Thành viên trao đổi năm 1948 và thành viên chính thức năm 1953 của Viện hàn lâm Khoa học Hungary.[1]:272
- Giải Kossuth năm 1948 và 1952[1]:272
- Giải Tibor Szele của Hội Toán học János Bolyai năm 1975[1]:272